# Леонардо Родригез
Леонардо Адријан Родригез Јакобити (шп. Leonardo Adrian Rodríguez Iacobitti; Ланус, 27. август 1966) бивши је аргентински фудбалер.
Играо је на позицији везног играча и нападача. У фудбалском клубу Универсидад се сматра једном од најбољих свих времена. Са фудбалском репрезентацијом Аргентине је два пута освајао Копа Америка.
После напуштања активног играња фудбала ради као менаџер. Менаџер је многим познатим играчима играчима, међу њима су: Едуардо Тузио, Иларио Наваро, Факундо Пара, Карлос Матеу, Матијас Оиола, Адријан Калељо, Осмар Фереира, Валтер Бусе, Дијего Чурин, Габриел Валес, Хино Клара, између осталих. Као представник, Родригез је био укључен у случај триангулације федеративних права играча.
Његов син, Томас, такође је фудбалер, рођен у Чилеу и игра за Универсидад.

## Репрезентативна каријера
Родригез је играо за Аргентину између 1991. и 1994. године. Помогао је да Аргентина освоји Копа Америку 1991. и Копа Америку 1993.  и био је део екипе Светског првенства у фудбалу 1994.  Такође је помогао Аргентини да освоји Куп конфедерација 1992. године, у којем је постигао гол у самом финалу.